# Station Esquelbecq
Station Esquelbecq is een spoorwegstation in de Franse gemeente Ekelsbeke op de lijn Arras-Hazebroek-Duinkerke. Het wordt bediend door de treinen van de TER-Nord-Pas-de-Calais. .